# Liturgia z Limy
Liturgia z Limy, Liturgia Eucharystyczna z Limy – ekumeniczna liturgia sprawowania Eucharystii opracowana w 1982 przez Komisję Wiara i Ustrój Światowej Rady Kościołów
Liturgia została opracowana dla Kościołów prawosławnych, anglikańskich, ewangelickich i starokatolickich. Odprawiona została po raz pierwszy 15 stycznia 1982 roku podczas nabożeństwa ekumenicznego w Limie (stąd nazwa).